# Stadtbibliothek am Mailänder Platz

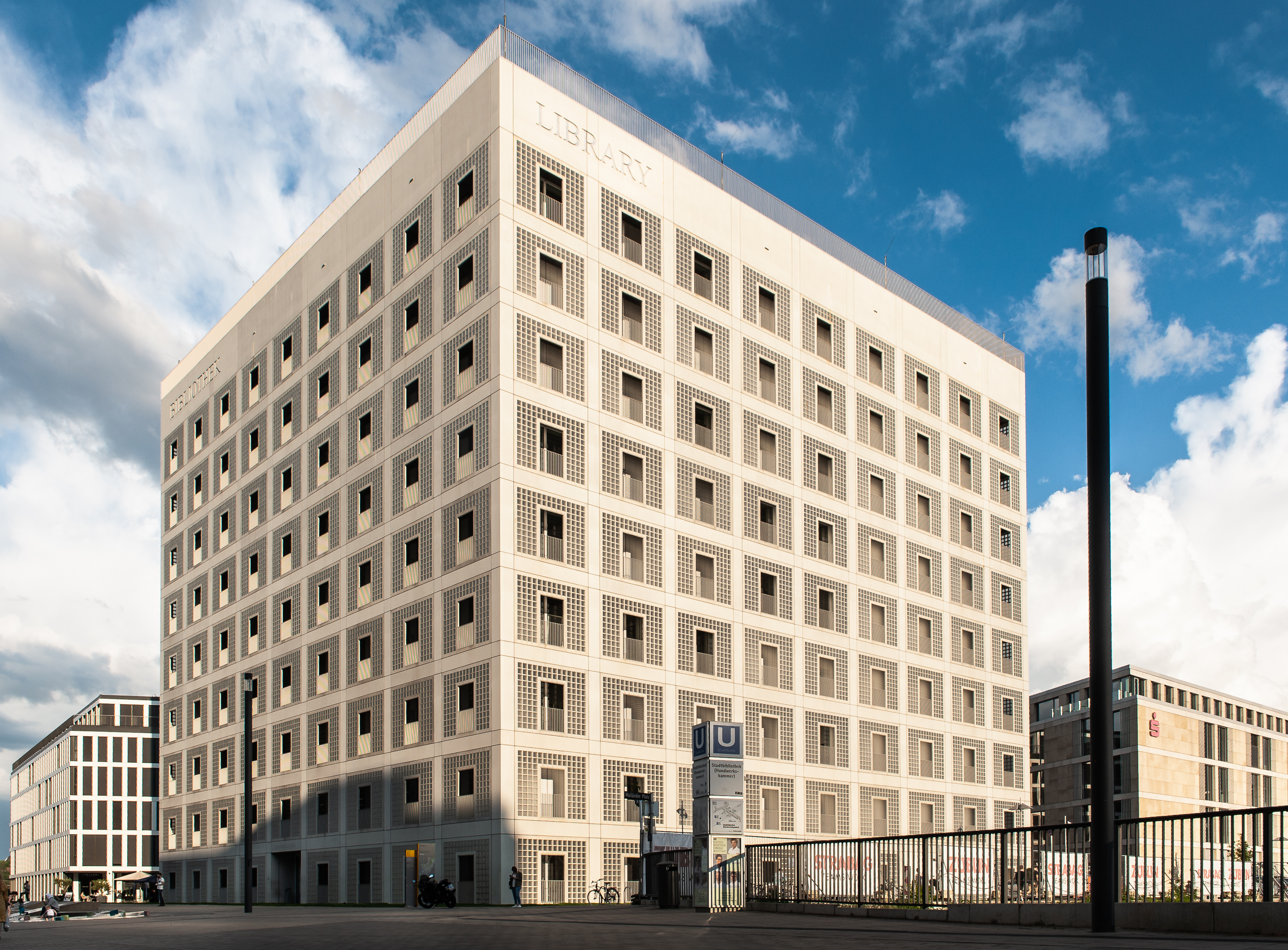
Außenansicht

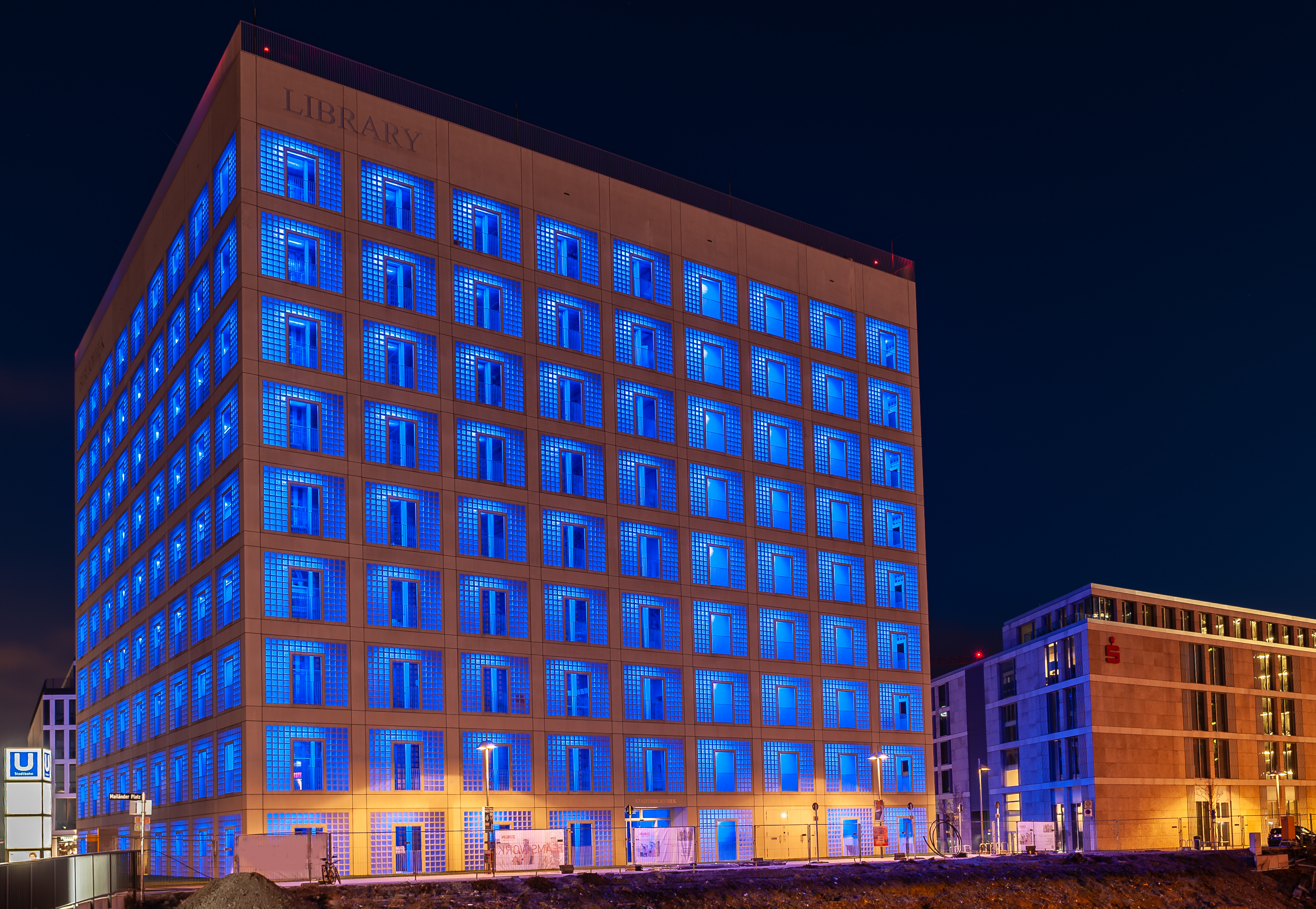
Nächtliche Illumination

Die Stadtbibliothek am Mailänder Platz ist die Zentralbibliothek der Stadtbibliothek Stuttgart. Sie bietet eine Grundfläche von 20.200 m² und eine Programmfläche von 11.500 m² und wurde am 24. Oktober 2011 eröffnet. Die Baukosten betrugen knapp 80 Millionen Euro, davon 4 Millionen für die Inneneinrichtung. Architekt des Projekts ist der südkoreanische Gewinner des ausgeschriebenen Architektenwettbewerbs Eun Young Yi. Bis zur Fertigstellung lief das Bauprojekt unter dem Namen Bibliothek 21.

## Aufbau

### Außenform
Die Grundform der Bibliothek ist ein Quader mit einer quadratischen Grundfläche von 44 Metern Seitenlänge und einer Höhe von 40 Metern. Die äußere Hülle der Doppelfassade ist durch Glasbausteine geprägt, während die innere aus einer Glasfassade besteht. Das Gebäude weist neben neun oberirdischen auch zwei unterirdische Stockwerke auf, auf denen insgesamt 500.000 Medieneinheiten zugänglich sind. Bewegliche Lamellen im Fassadenzwischenraum sowie im Glasdach gewähren Blendschutz. Die Lamellen im Dach dienen außerdem als Photovoltaikanlage.
Auf allen vier Gebäudeseiten ist links oben das Wort Bibliothek in verschiedenen Sprachen zu lesen. Über dem Eingang wurde der Schriftzug Stadtbibliothek angebracht.

### Innere Struktur
Im Zentrum des Gebäudes befindet sich das so genannte Herz der Bibliothek, ein exakt kubusförmiger leerer Raum, der sich über die unteren vier Geschosse (Erdgeschoss und 1.–3. Obergeschoss) erstreckt. Darüber liegt im vierten bis achten Obergeschoss der Lesesaal mit dem Freihandbereich, in dem durch Treppen verbundene Galerien mit Bücherregalen und Leseplätzen auf den einzelnen Geschossebenen einen Lichthof umgeben, dessen quadratische Grundfläche der des darunterliegenden Kubus entspricht und der sich nach oben von Geschoss zu Geschoss erweitert. Dieser Galeriesaal wird von oben durch ein Glasdach belichtet. Im Boden des Lichthofs befindet sich ein quadratisches Fenster als Oberlicht für den Kubus. Beide Räume, Kubus und Lesesaal, werden außen von weiteren Räumen umschlossen, die als Themenräume, sogenannte Lernateliers, oder Büros dienen.
Im Erdgeschoss befindet sich eine Open End Area, in der rund um die Uhr Bücher ausgeliehen und zurückgebracht werden können. Im Untergeschoss ist ein Veranstaltungssaal für bis zu 300 Personen entstanden. Im obersten Geschoss befinden sich das Café LesBar, ein integratives Café der Neckartalwerkstätten im Stuttgarter Caritasverband, und der Treppenaufgang zur öffentlich zugänglichen Dachterrasse.
Für das Gebäude mit seinen offenen Räumen und der ungewöhnlichen Belichtung wurde ein abgestimmtes Energie- und Technikkonzept erarbeitet. Neben der Energie der Sonne dienen Fassaden- und Fußbodenheizung und die Erdwärme als Wärmequelle. Auch werden Bauteilmassen als Wärmespeicher für den sommerlichen Wärmeschutz genutzt.
Auf der Homepage der Stadtbibliothek befand sich ein ausführlicher Text des Architekten zu Konzept und Gestaltung des Bauwerkes.

## Lage und Verkehrsanbindung

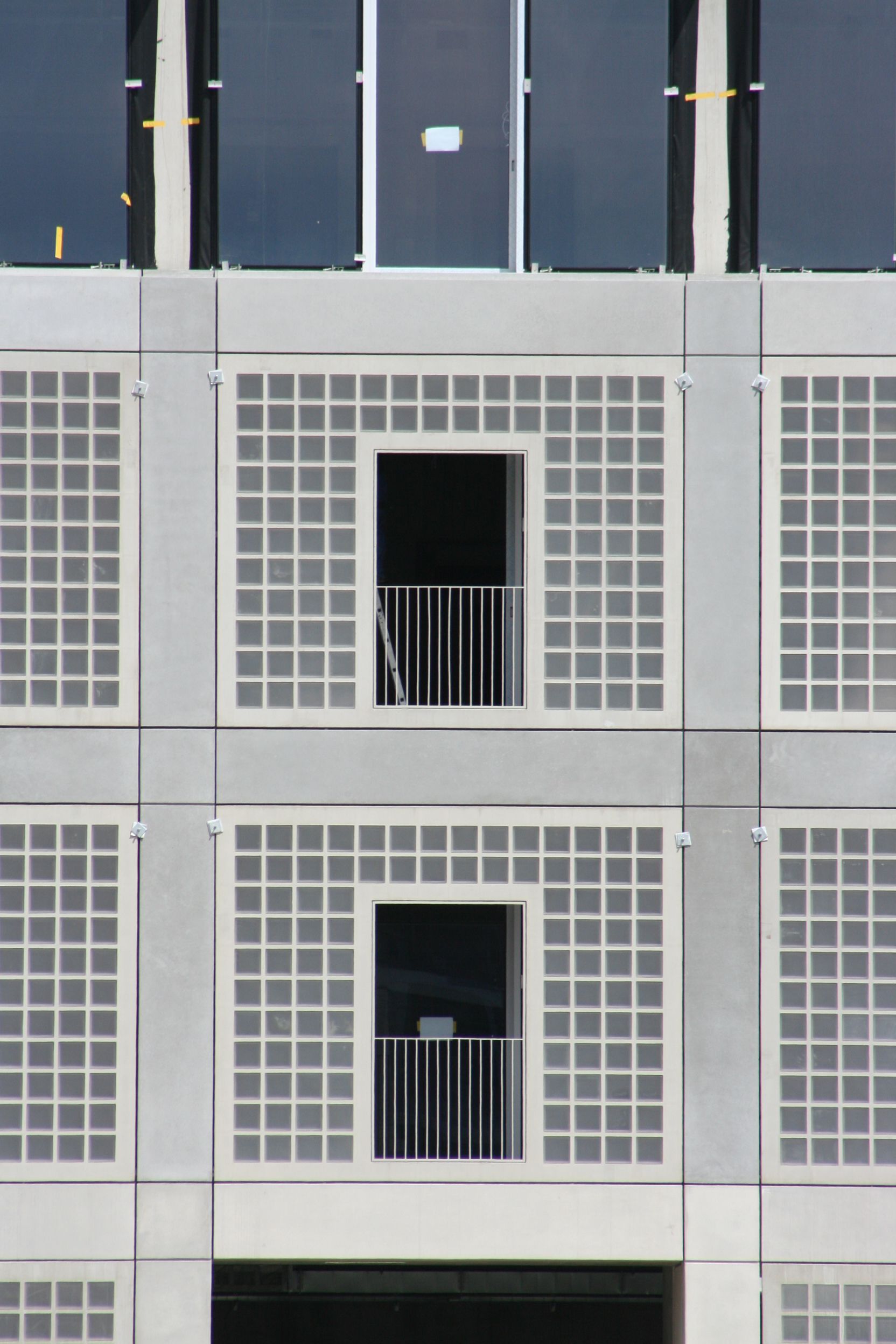
Fassadendetail

Die Bibliothek entstand auf dem so genannten Areal A1 des Rahmenplan Stuttgart 21 auf dem Gelände des ehemaligen Güterbahnhofs zwischen Heilbronner Straße und Wolframstraße im Europaviertel.
Im Osten des Gebäudes ist 2014 der Mailänder Platz und das Einkaufszentrum Milaneo entstanden, südlich davon das Laden- und Bürogebäude Europe Plaza und westlich die Akademie des Sparkassenverbands Baden-Württemberg. Die Zentralbibliothek ist über die Stadtbahn-Haltestellen Budapester Platz und Stadtbibliothek (ehemals Türlenstraße) erreichbar.

## Geschichte

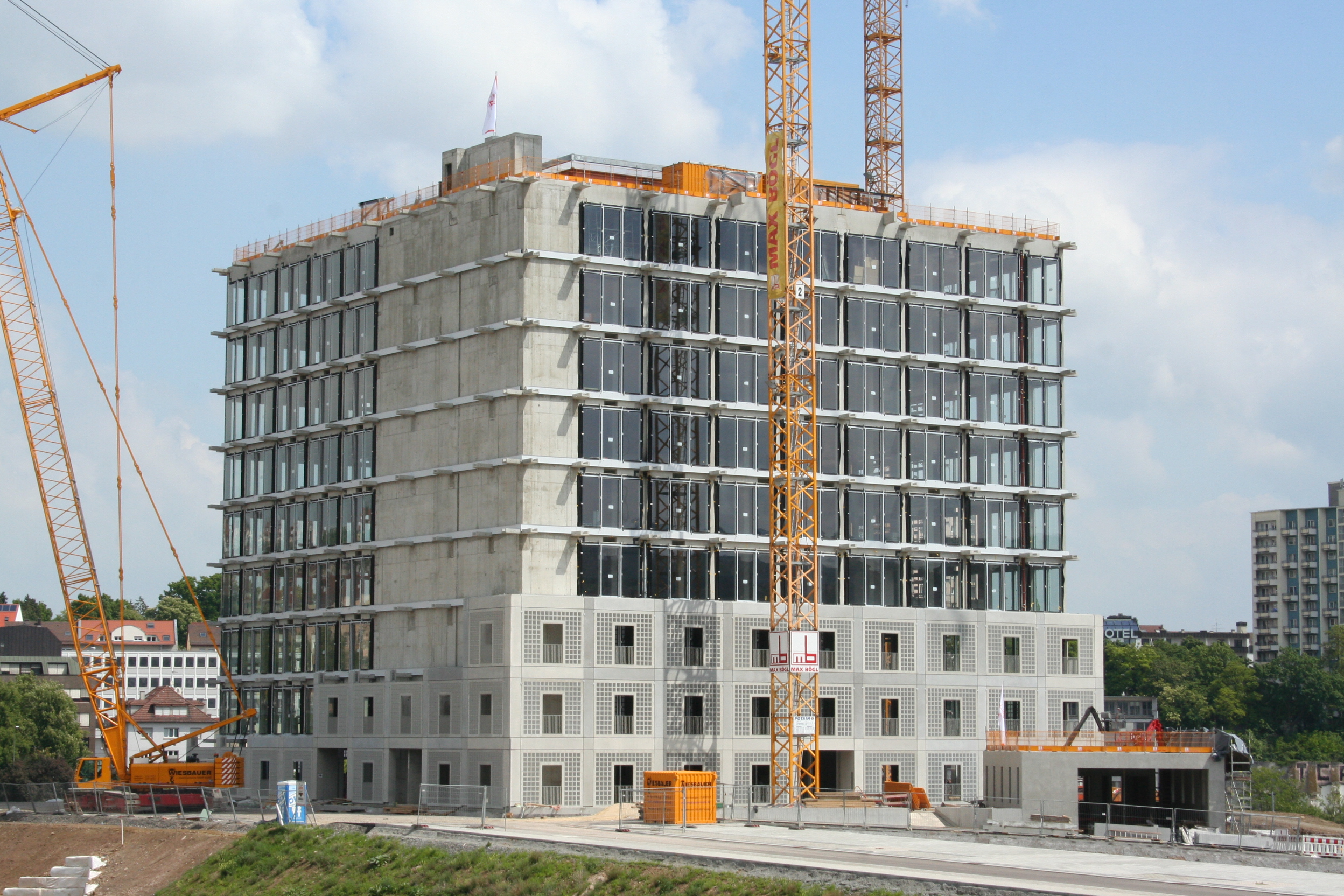
Bauzustand am 22. Mai 2010

Im Jahr 1997 erging eine Forderung der Stadt Stuttgart an die Stadtbücherei zur Entwicklung eines Raumprogramms für eine neue Zentralbibliothek. Der Gemeinderat beschloss Ende 1997 den Bau der damals als Bibliothek 21 bezeichneten Gebäudes. Das Auf dem Baufeld 10b des A1-Areals geplante Gebäude sollte nach dem Planungsstand von 1998 im Jahr 2002 fertiggestellt werden. Später im Jahr 1998 erging ein Grundsatzbeschluss, die Bibliothek zu bauen.
Die Stadt Stuttgart und die Deutsche Bahn Immobiliengesellschaft (DBimm) lobten einen offenen Architektenwettbewerb aus. Daran nahmen 235 Architekturbüros teil. Die Entwürfe wurden von einer 36-köpfigen Jury bewertet. Ihn gewann 1999 der Südkoreaner Eun Young Yi. Den zweiten Platz belegte Peter Böhm (Köln), auf Platz drei landete das Büro Engel und Zimmermann aus Frankfurt am Main.
Eine Liste sämtlicher Preisträger des Wettbewerbes mit Fotos der eingereichten Entwürfe befand sich auf der Homepage der Stadtbibliothek Stuttgart.
Aufgrund von Planungsunsicherheiten verzögerte sich das Projekt. 2003 begann die vertiefte Projektanalyse, ein Jahr später begann die Vorplanung. Im August 2005 wurde die Entwurfsplanung abgeschlossen. 2006 folgte die Weiterplanung bis zur Genehmigungsplanung. Im November desselben Jahres wurde der Bauantrag eingereicht.
Die Baugenehmigung wurde schließlich 2007 erteilt, der Baubeschluss durch den Stadtrat der Stadt Stuttgart erging am 18. September 2008, der erste Spatenstich erfolgte am 8. November. Am 5. Juni 2009 fand die Grundsteinlegung für die Bibliothek 21 statt. In den Grundstein wurde das erste Buch der neuen Bibliothek eingelegt. Es handelte sich dabei um ein von rund 600 Personen gestaltetes und von Studierenden der Stuttgarter Hochschule der Medien gebundenes Werk. Ebenfalls im Juni 2009 wurde bei einer Überprüfung festgestellt, dass das geplante Wasserbecken wegen mangelnder Bodenstabilität und die Natursteinverkleidung des „Herzraumes“ zu erhöhten Kosten führen würden. Deswegen wurde das Wasserbecken durch eine Grasfläche und die Natursteinverkleidung durch einfachen Putz ersetzt.
Am 12. Mai 2010 wurde dann die Fertigstellung des Rohbaus mit dem Richtfest gefeiert und erklärt, dass man mit keinen weiteren Kostensteigerungen rechne und den geplanten Eröffnungstermin trotz zeitlichen Rückstandes von ca. 2 Wochen auf Grund des harten Winters am 24. Oktober 2011 plane.
Nach dem Richtfest wurde die Farbgebung bemängelt: Sie war uneinheitlich und dunkler als vorgesehen. Der Baufirma wurde aufgetragen, auf eigene Kosten auf der Fassade eine wasserabweisende Schicht von gleichmäßiger und stärkerer Helligkeit aufzubringen.
Der Umzug aus dem zuvor genutzten Wilhelmspalais begann am 29. August 2011, am 24. Oktober 2011 wurde die neue Bibliothek eröffnet.
In den ersten Betriebsmonaten traten zahlreiche Mängel an dem Gebäude auf, unter anderem an Türen, Aufzügen und der Brandmeldeanlage. Gleichwohl wurde der Bau vom Publikum gut angenommen: Im ersten Jahr nach der Eröffnung stieg die Zahl der Neuanmeldungen um 50 % und die Zahl der Ausleihen um 33 %.
Rund zwei Jahre nach der Eröffnung wurde in größerem Umfang Rost von der Fassade entfernt, der durch erzhaltige Kieselsteine im Beton entsteht. Im Herbst 2019 soll weiterer Rost entfernt werden.
Die für eine Million Besucher pro Jahr ausgelegte Bibliothek zählt Ende der 2010er Jahre fast zwei Millionen Besucher pro Jahr.

## Rezeption
Adrienne Braun lobt im Art-Kunstmagazin: Einladend wird der Solitär mit seiner akademischen Strenge wohl nie wirken, im Inneren aber wartet Eun Young Yi mit einer bemerkenswerten Geste auf: Das Herzstück der Bibliothek bildet eine Art Kathedrale, ein kontemplativer und – natürlich – quadratischer Saal mit Lichtauge an der Decke. Kein Stuhl, nichts stört dieses gigantische Bekenntnis zur Leere und völligen Zweckfreiheit ... Im Inneren überzeugt Eun Young Yi durch atmosphärische Qualität, klare Ordnung und ein Minimum an Materialien. Alles ist in zartes Grau getaucht, nur die Buchrücken setzen Farbakzente. Kritiker dagegen bezeichneten die Gestaltung als abweisend; in der öffentlichen Debatte wurde das Gebäude als Plattenbau und als Stammheim II bezeichnet, in polemischem Vergleich mit der Justizvollzugsanstalt Stuttgart. Im Volksmund wird die Bibliothek heute von vielen als „Bücherknast“ bezeichnet. Der Architekt Eun Young Yi begegnet dem mit dem Hinweis, dass die Menschen heutzutage eher an transparente Architektur mit unruhiger Formenvielfalt gewöhnt seien, Massivität und Einfachheit seien zu Unrecht negativ besetzt.
Der Deutsche Bibliotheksverband zeichnete im August 2013 die Einrichtung als Bibliothek des Jahres aus.